# Evropská silnice E40
Mezinárodní silnice E40 je nejdelší evropskou silnicí s délkou více než 8000 kilometrů. Začíná v Calais ve Francii a pokračuje přes Belgii, Německo, Polsko, Ukrajinu, Rusko, Kazachstán, Uzbekistán, Turkmenistán a Kyrgyzstán. Poté končí ve městě Ridder ve východním Kazachstánu blízko hranice s Čínou.

## Trasa

### Francie
- A16: Calais (E15 / E402) - Dunkerk - Ghyvelde

### Belgie
- A18: Adinkerke - Veurne - Jabbeke (E404)
- A10: Jabbeke (E404) - Bruggy (E403) - Gent (E17) - Brusel (E19)
- R0: Brusel (E19 směrem E411)
- A3: Brusel - Lovaň (E314) - Lutych (E25 / E42 / E313, směrem E46) - Verviers (E42)  - Lichtenbusch (E421)

### Německo
- A 44: Cáchy (E 314)
- A 4: Cáchy (E 314) - Kolín nad Rýnem (E 31 / E 35, směrem E 29 / E 37) - Olpe (E 41)
- A 45: Olpe (začátek souběžnosti s E 41) - Siegen - Gießen (E 44, konec souběžnosti s E 41)
- B 49: Gießen (E 41 / E 44)
- B 429: Gießen
- A 480: Gießen (E 451)
- A 5: Gießen (E 451) - Bad Hersfeld (E 45)
- A 7: Bad Hersfeld (E 45)
- A 4: Bad Hersfeld (E 45) - Eisenach - Erfurt - Zwickau (E 49 / E 51 / E 40) - Chemnitz (E 441) - Drážďany (E 55) - Görlitz

### Polsko
- A 4: Zgorzelec - Bolesławiec (E36) - Lehnice (E65) - Vratislav (E67) - Opolí - Gliwice  - Katovice - Mysłowice (E75, začátek souběžnosti s E462) - Krakov (E77, konec souběžnosti s E462) - Řešov (E371) - Korczowa

### Ukrajina
- M 10: Krakivec - Lvov (E 372 E 471)
- M 06: Lvov - Dubno (E85) - Rovno - Žytomyr (E583) - Kyjev (E95 / E101)
- M 03: Kyjev (E95 / E101) - Lubny - Poltava (E584) - Charkov (E105) - Slovjansk - Debalceve (E50)
- M 30: Debalceve (E50) - Luhansk - Izvaryne

### Rusko
- A 260 (bývalá M21): Doněck - Kamensk-Šachtinskij (E40) - Volgograd (E119)
- P 22 (bývalá M6): Volgograd (začátek suběžnosti s E119) - Astrakhan (konec souběžnosti s E119)
- 12A-235: Astrachaň - Krasnyj Âr

### Kazachstán (západ)
- A 27: Kotjaevka - Atyrau (začátek souběžnosti s E121) - Dossor
- A 33: Dossor - Bejneu (konec souběžnosti s E121)
- P 1: Bejneu (E121) - Akjigit - hranice s Uzbekistánem

### Uzbekistán (západ)
- Silnice A380: hranice s Kazachstánem - Karakalpakstan - Qo'ng'irot - Xojeli - Nukus
- Silnice A381: Xojeli - hranice s Turkmenistánem

### Turkmenistán
- Hranice s Uzbekistánem - Kuňja-Urgenč - Daşoguz (E 003)

### Uzbekistán (východ)
- Silnice 4P159: hranice s Turkmenistánem - Šovot - Urgenč
- Silnice 4P156: Urgenč - Hazorasp - A380
- Silnice A380: 4P156 - Buchara (E 60 E 004)
- Silnice M37: Buchara (E 60 E 004) - Navoiy - Samarkand (E 005)
- Silnice M39: Samarkand - Džizzach - Sardoba
- Silnice A373: Sardoba - Oqoltin
- Silnice M34: Oqoltin - Sirdarjo
- Silnice M39: Sirdarjo (začátek souběžnosti s E123) - Činoz - Taškent (E 007) -G‘ishtko‘prik - hranice s Kazachstánem

### Kazachstán (střed)
- A 2: Žibek Žoly - Šymkent (konec souběžnosti s E123) - Taraz - Merki[pozn. 1]
- M 39: Merki - Čaldovar

### Kyrgyzstán
- Silnice ЭМ-03: hranice Kazachstánu - Čaldovar - Kara-Balta  (E 010)
- Silnice ЭМ-04: Kara-Balta (E 010) - Biškek (začátek souběžnosti s E 125)
- Silnice ЭМ-02: objezd Biškeku
- Silnice М-01: Biškek - hranice Kazachstánu

### Kazachstán (východ)
- A 2: Korday - Almaty (E012, konec souběžnosti s E125)
- A 3: Almaty (E125 / E012) - Sary-Ozek (E013) - Taldykorgan - Ušaral (E014) - Ajagoz - Qalbatau (E127) - Öskemen
- A 10: Öskemen - Sekisovka
- A 9: Sekisovka - Ridder

## Místní značení
E40 se shoduje s těmito názvy státních silnic:
- Francie:
  - A16 Calais – Dunkerk (hranice)
- Belgie:
  -  Dunkerk (hranice) – Jabbeke
  -  Jabbeke – Brusel
  -  Brusel – Eynatten (hranice)
- Německo:
  - A44 Eynatten (hranice) – Cáchy
  - A4 Cáchy – Olpe
  - A45 Olpe – Wetzlar
  - B49 Wetzlar – Giessen
  - B429 Giessen
  - A480 Giessen – Reiskirchen
  - A5 Reiskirchen – Hattenbach
  - A7 Hattenbach – Kirchheim
  - A4 Kirchheim – Zhořelec (hranice)
- Polsko:
  - A4 Zhořelec (hranice) – Korczowa (hranice)
- Ukrajina:
  - (plánovaná) M10 Krakovec (hranice) – Lvov
  - M11 (border) – Lvov
  - M06 Lvov – Kyjev
  - M03 Kyjev – Debalceve
  - M04 Debalceve – Sorokyne (hranice)
- Rusko:
  - M21 Doněck (hranice) – Volgograd
  - M6 Volgograd – Astrachaň
- Kazachstán, Uzbekistán, Turkmenistán, Uzbekistán, Kazachstán, Kyrgyzstán, a Kazachstán:
  - A340 Astrachaň – Nukus
  - A380 Nukus – Buchara
  - M37 Buchara – Samarkand
  - M39 Samarkand – Kordaj (hranice)
  - M33/M39 Kordaj (hranice) – Almaty
  - А350 Almaty – Ridder

## Galerie

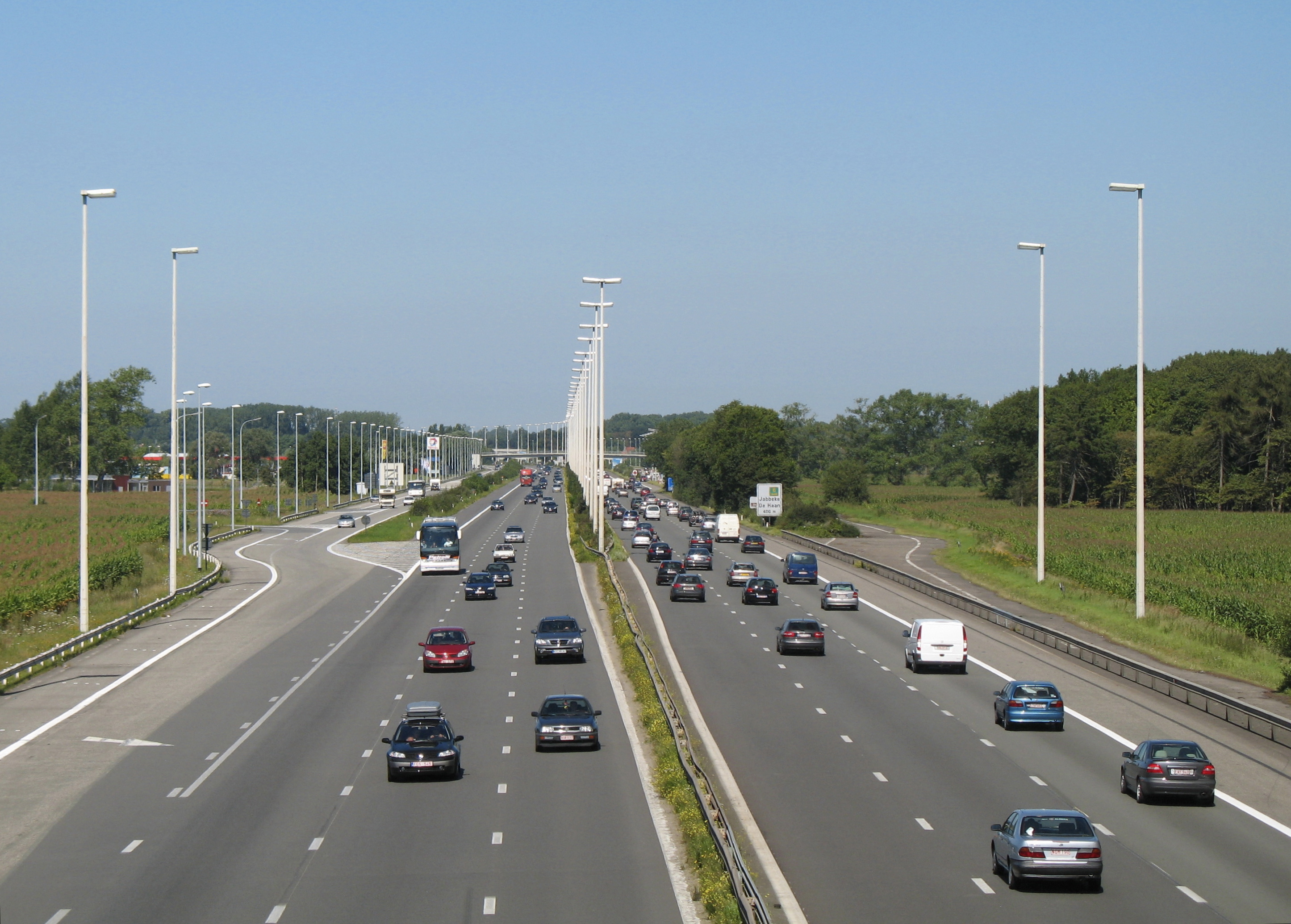
E40 v Jabbeke, Belgie
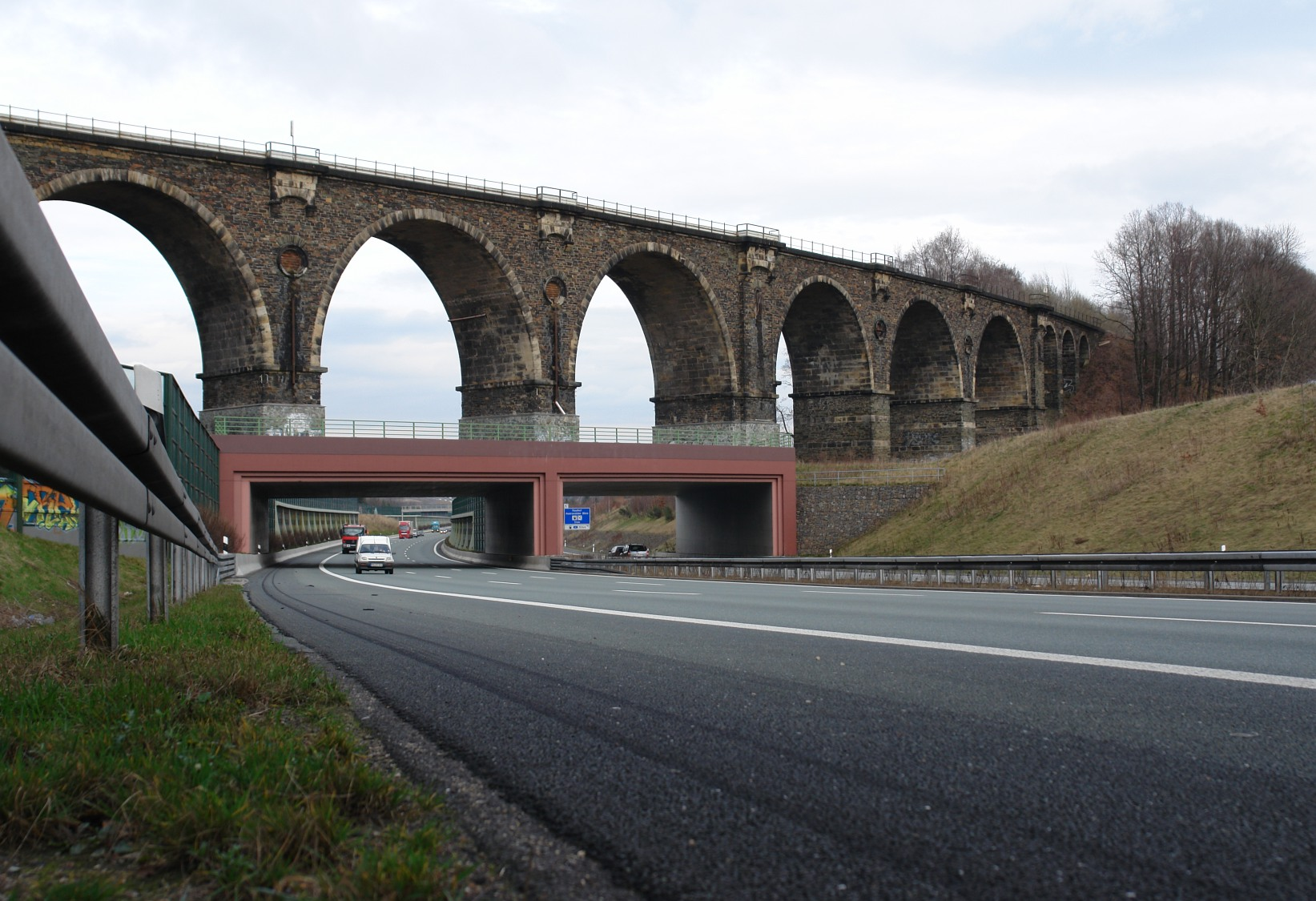
Křížení s železnicí v Saské Kamenici ve východním Německu
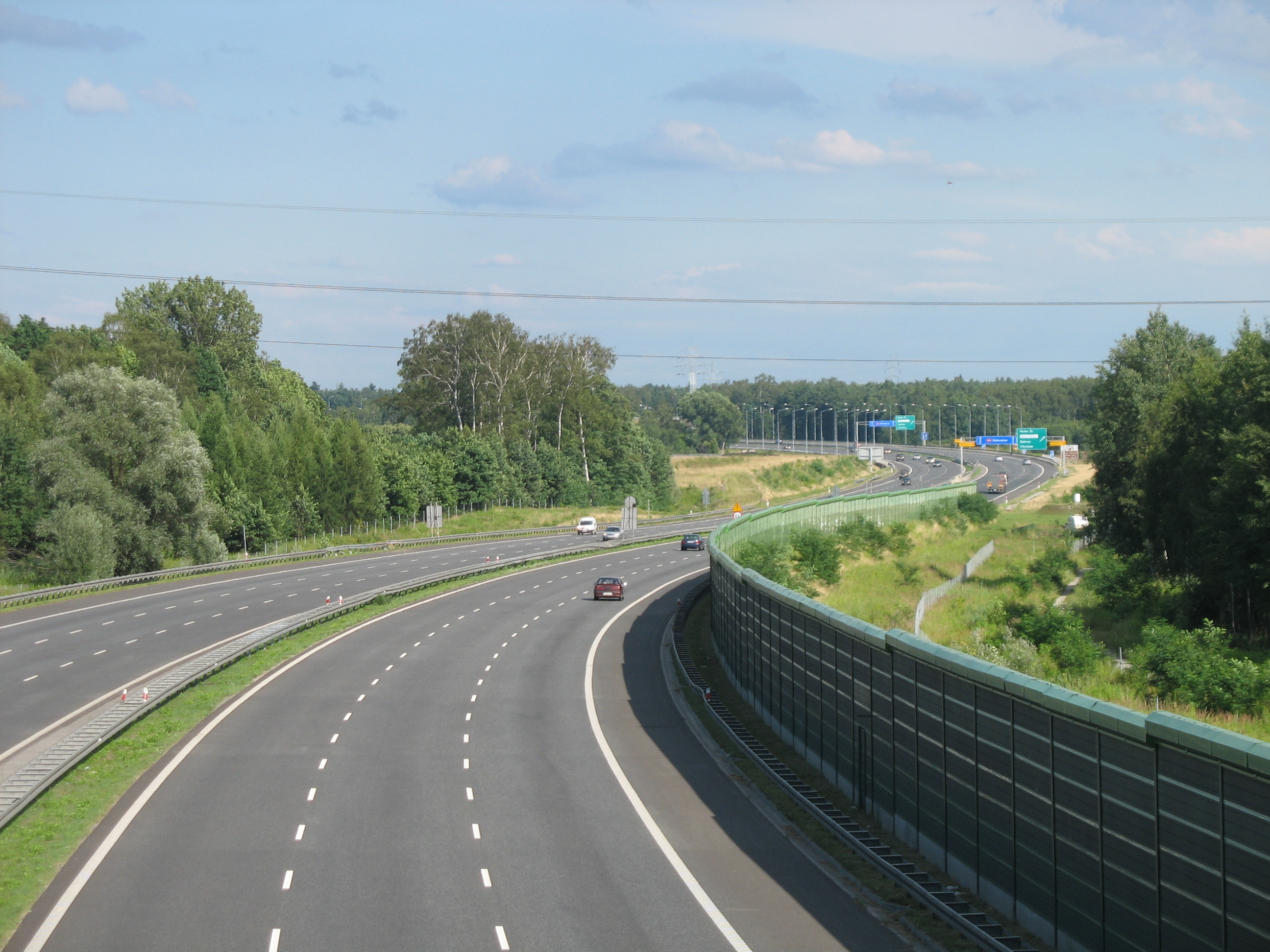
E40 v Zabrze ve Slezsku v Polsku
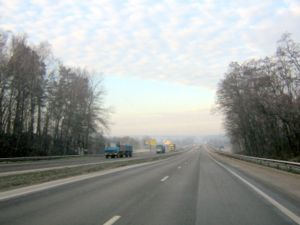
E40 jako součást ukrajinské dálnice mezi Kyjevem a Žytomyrem
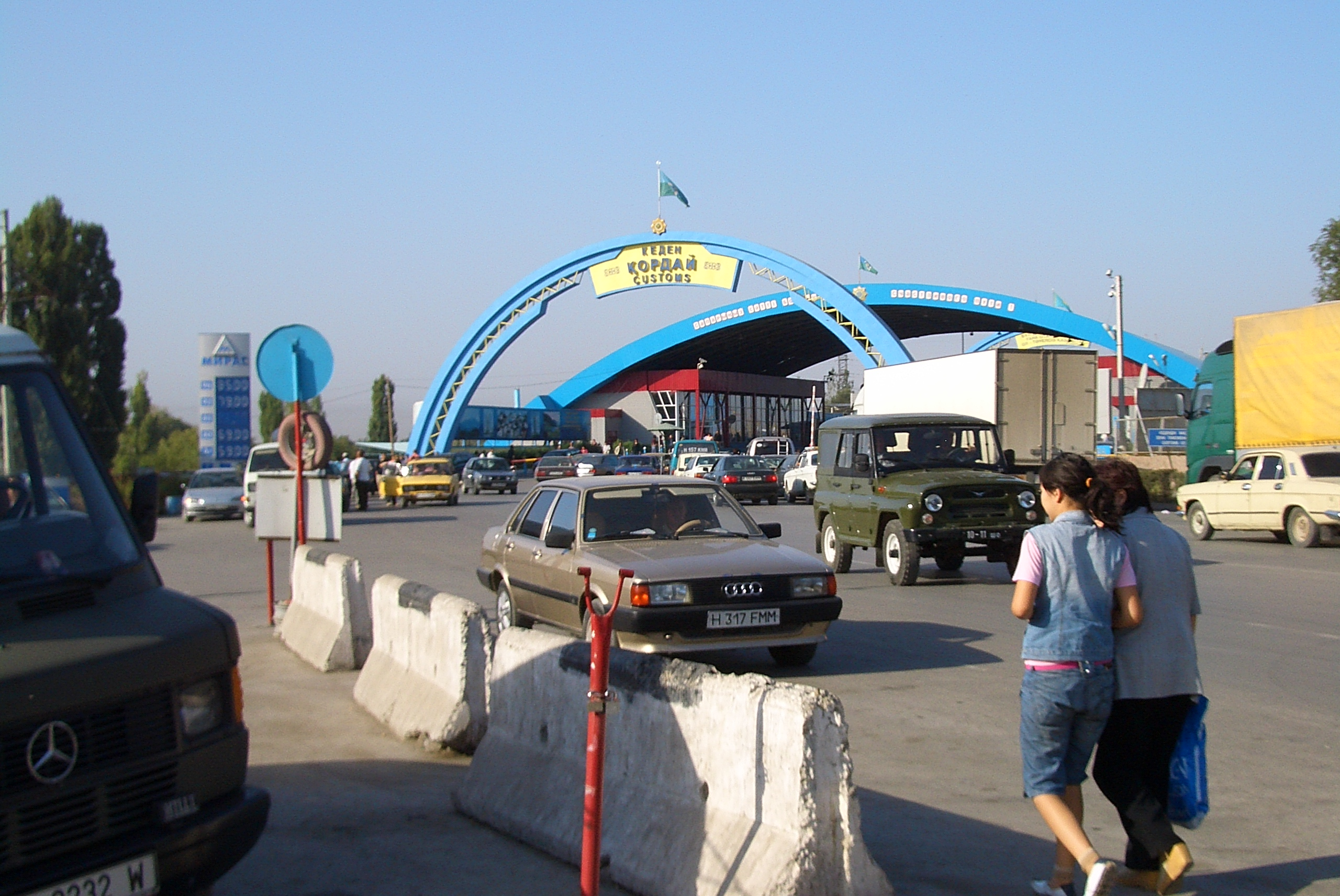
Na kazašsko-kyrgyzské hranici v Kordaji
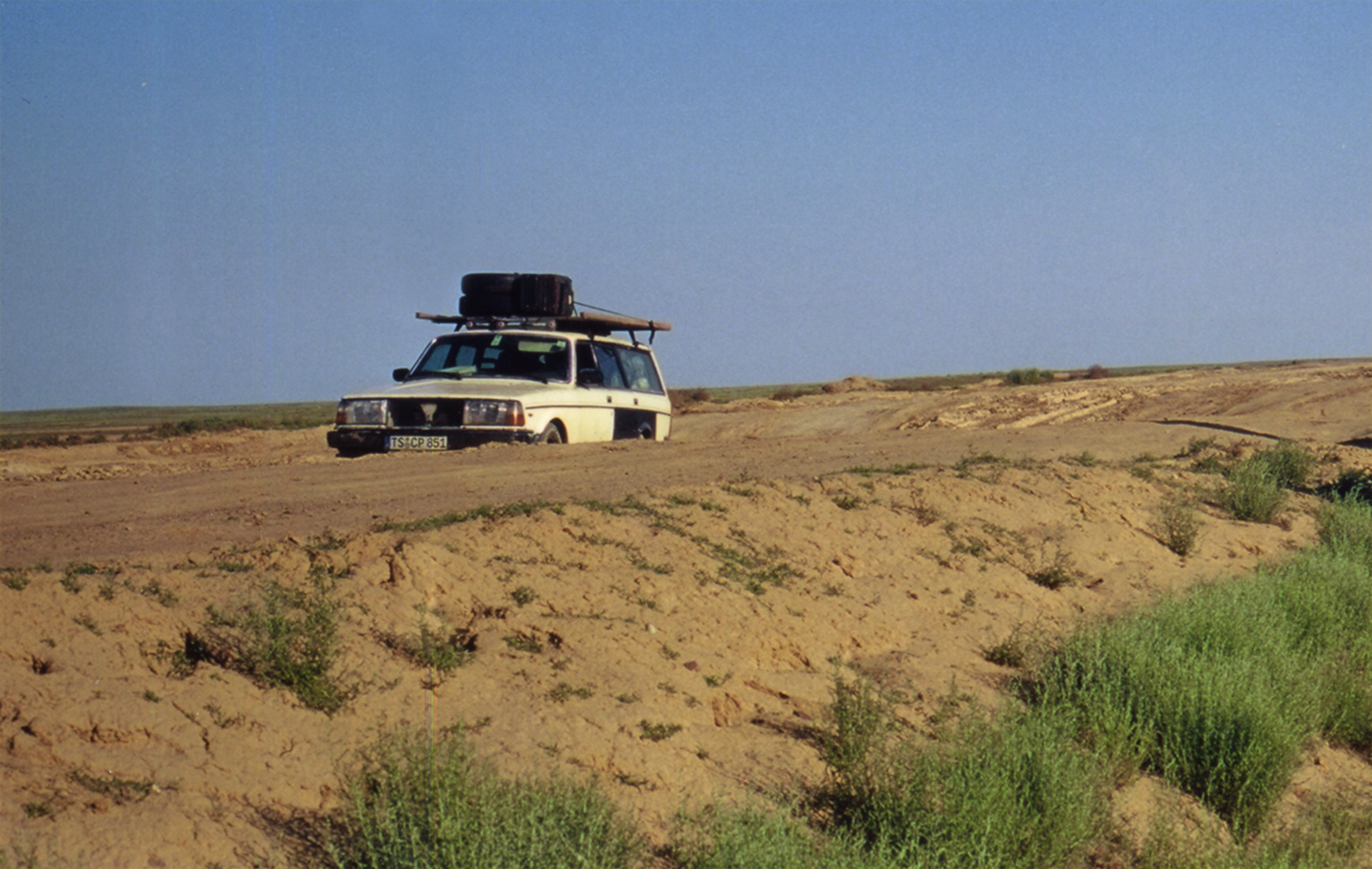
Cesta mezi Bejneu (Kazachstán) a Kungradem (Uzbekistán)